# Magalí Herrera
Magalí Herrera (* 7. Juni 1914 in Tranqueras; † 30. September 1992 in Paso de Carrasco) war eine uruguayische Künstlerin der Art brut.

## Leben
Magalí Herrera wurde am 7. Juni 1914 in Tranqueras geboren. Sie stammte aus einer angesehenen Familie, organisierte Poesieabende und war eine begeisterte Leserin mit besonderem Interesse für Esoterik, orientalische Philosophien wie tantrische Traditionen und Taoismus. Schriftstellerisch war sie ebenfalls tätig und schrieb Gedichte und Science-Fiction-Geschichten. Diese wurden jedoch nicht veröffentlicht. Selbst brachte sie sich Tanzen, Schauspiel und Fotografie bei. Herrera arbeitete auch als Journalistin, moderierte Konferenzen und schrieb für verschiedene Zeitungen. Mit ihrem Mann, dem damaligen Direktor des Zentrums für das Studium der fernöstlichen Kulturen in Buenos Aires, reiste sie nach Europa und Asien und lernte während ihrer Reise durch Indien und China orientalische Philosophien kennen, die starken Einfluss auf ihre Lebensweise hatten.
Magalí Herrera nahm sich im Alter von 78 Jahren das Leben und starb am 30. September 1992 in Paso de Carrasco.

## Werk
Mit etwa 40 Jahren begann sie zunächst unregelmäßig zu malen, wandte sich dieser Kunstrichtung schließlich ausschließlich zu und malte Tag und Nacht, wie in einer Art Trance. Für ihre Zeichnungen benutzte sie schwarze, weiße oder farbige Tinte und als Untergrund schwarzes, weißes oder farbiges Papier. Ihre Technik ist dem Pointillismus nahe, originell und raffiniert. Ihre Bilder und Zeichnungen zeigen Utopien. Magalí Herrera hat sich nicht ernsthaft mit Spiritismus beschäftigt, dennoch steckt hinter ihrer Arbeit eine Besessenheit, die sie mit medialer Kunst vergleichbar macht.
Gemeinsam mit ihrem Mann konnte sie 1967 eine lange Weltreise unternehmen. In Paris stellte sie einige Werke fertig, besuchte Ausstellungen und Museen und nutzte die Gelegenheit, um der Sekretärin von Jean Dubuffet einige Werke vorzustellen. Diese kaufte ihr sofort die Werke ab. Claude Fregnac, Direktor des „Plaisir de France“, erwarb zwei weitere Werke, auch der Kunstkritiker Michel Tapié erwarb einige Werke.

## Ausstellungen
Magalí Herrera hatte Einzelausstellungen in Montevideo, Rivera, Buenos Aires, Paraguay und Taiwan. Ihre Werke wurden für die offizielle uruguayische Kunstausstellung ausgewählt, die 1988–89 in Moskau und Rom stattfand. Sie gewann den Grand Prix beim XXXVI. Salón de Expresión Plástica. Sie war Schriftstellerin, Dichterin, Journalistin, Fotografin und moderierte makrobiotische Kochkurse im Fernsehen.
Ihre Arbeiten finden sich in der Collection de l’Art Brut, Lausanne.
2025 zeigte das Museum Gugging eine von Pascale Jeanneret kuratierte Ausstellung, die über 80 Werke der uruguayischen Künstlerin abdeckte. Zu sehen war dort auch eine Reihe eindringlicher Briefe aus der Korrespondenz zwischen Herrera und Jean Dubuffet.